# История влюблённых в Нанива
«История влюблённых в Нанива»; иные русские названия — «Повесть о любви в Нанива»; «История любви Тикамацу в Осаке» (яп. 浪花の恋の物語, нанива-но кой-но моногатари; англ. Chikamatsu's Love in Osaka) — японский кинофильм, снятый в жанре мелодрамы режиссёром Тому Утида в 1959 году. Режиссёр, известный эклектичным диапазоном жанров и сюжетов, на сей раз адаптировал пьесу для кукольного театра «бунраку» великого драматурга XVII —XVIII вв. Мондзаэмона Тикамацу «Курьер в преисподнюю» и подходит к материалу при помощи изобретательного художественного хода, введя автора в круг действующих лиц. Пьеса Тикамацу была написана в 1711 году на основе реального события, произошедшего в Осаке годом ранее. Вместо того, чтобы снимать фильм как обычную адаптацию пьесы, режиссёр вводит персонаж автора (Тикамацу) в первую сцену, где он смотрит вместе с другими главными героями киноленты своё последнее кукольное представление. Под нажимом руководства театра, настаивающего на скорейшем написании новой пьесы для открытия следующего сезона, Тикамацу отправляется в «район красных фонарей», где он находит своих новых персонажей. С этого момента он постоянно присутствует на заднем плане, курит и пьёт сакэ, но его глаза и уши широко раскрыты, он подслушивает и записывает разговоры, прежде чем перейти к третьему и последнему акту этой трагедии. Заключительные кадры фильма, детализирующие судьбу двух влюблённых, исполняются перед зрителем опять таки через кукол в театральном шоу «бунраку».
Кинолента была участником национального фестиваля искусств 1959 года.

## Сюжет
1711 год. Осака. Кинолента начинается с кукольного представления (бунраку), а в зале сидит сам автор Мондзаэмон Тикамацу (1653—1725) и другие главные действующие лица последующего повествования фильма.
Юноша Тюбэй из глухой деревни был отдан своими родителями на воспитание в состоятельный курьерский дом (подобие современной почты) семейства Камэя в Осаке. Глава курьерского дома, его приёмная мать Мёкан, рассчитывает на то, что в будущем Тюбэй женится на её родной дочери Отоку и унаследует семейный бизнес.
Хитаэмон Танбая, один из друзей застенчивого Тюбэя, буквально силком тащит его в район красных фонарей, дабы подготовить к будущей женитьбе и плотским утехам, с которыми ещё не знаком девственный юноша. В квартале удовольствий Симмати наш застенчивый герой знакомится с красавицей Умэгавой, и хотя юноша пытался ускользнуть из публичного дома, опытная жрица любви уговорила его остаться на ночь. В эту первую ночь любви всё изменилось для Тюбэя, который влюбился в красивую и нежную Умэгаву и стал регулярно наведываться в заведение.
Однако любовью к Умэгаве воспылал не только Тюбэй, но и богач Тобэй, который вознамерился выкупить её из публичного дома и жениться на ней. Узнав об этом, Тюбэй отдаёт хозяину заведения 50 рё задатка, чтобы самому перекупить девушку. Но эти деньги ему не принадлежали. Это были деньги, которые он курьером должен был доставить своему другу Хитаэмону Танбая. И хотя Хитаэмон дал ему отсрочку на несколько дней, но далее пошло по нарастающей. В следующий раз, Тюбэй отправленный курьером передать 300 рё самурайскому клану Цутия по дороге встречает своего соперника за сердце возлюбленной — богача Тобэя, направлявшегося забрать Умэгаву из публичного дома. Тюбэй следует за ним и перекупает возлюбленную, отдав за неё 300 рё, те самые деньги, которые должен был доставить самурайскому клану.
Преступление героя вскоре вскрывается, и любовники пытаются бежать, но будут пойманы.
Фильм заканчивается тем, с чего и начинался. Приглядывавший со стороны на протяжении всего сюжета за влюблённой парой автор пьесы Мондзаэмон Тикамацу написал новый сюжет для кукольного представления на основе истории безнадёжно влюблённых Тюбэя и Умэгавы. Идёт премьера его постановки в кукольном театре, где он даёт более оптимистичную концовку, нежели она была в действительности. Зрители аплодисментами встретили новую постановку. Сам автор плакал.

## В ролях
- Кинносукэ Накамура — Тюбэй Камэя
- Инэко Арима — Умэгава
- Тиэдзо Катаока — Мондзаэмон Тикамацу
- Кинуё Танака — Мёкан
- Эйдзиро Тоно — богач Тобэй
- Хироми Нанадзоно — Отоку
- Кэйко Юкисиро — Тиёдзо
- Тиэ Уэки — Отома
- Сумико Хидака — Адзумагумо
- Тиэко Нанива — Оэн
- Эйтаро Синдо — Дзиэмон Цутия
- Минору Тиаки — Хитаэмон Танбая
- Ёсико Накамура — Окиё

## Премьеры
- — 13 сентября 1959 года состоялась национальная премьера фильма в Токио[1]

## Награды и номинации
Кинопремия «Майнити»
- 14-я церемония награждения (за 1959 год)[2].

Выиграны:
- премия за лучшую работу художника-постановщика — Такатоси Судзуки (ex aequo — трилогия фильмов «Души в лунном свете» («Перевал Дайбосацу»), реж. Тому Утида).

Кинопремия «Кинэма Дзюмпо» (1960)
- номинация на премию за лучший фильм 1959 года, однако по результатам голосования кинолента заняла 7 место.

## Комментарии
1. ↑  Под названием «История влюблённых в Нанива» фильм появился в русском переводе в сети на торрент-трекерах и сайтах онлайн-просмотров. Название «Повесть о любви в Нанива» было устоявшимся в киноведении, именно так фильм именовали во всех изданиях по кино советских времён, например в «Кинословаре» (М. «Советская энциклопедия», 1986). Русское название «История любви Тикамацу в Осаке» — весьма вольный перевод с английского названия фильма в мировом прокате (точнее надо было бы перевести примерно таким образом: «История любви в Осаке по Тикамацу», — Тикамацу ведь автор, а не герой любовной истории), тем не менее этот вариант перевода один из часто встречающихся на просторах рунета.